# In Loving Memory Of...
In Loving Memory Of... è il primo album in studio del gruppo rock canadese-statunitense Big Wreck, pubblicato nel 1997.

## Tracce
1. The Oaf (My Luck Is Wasted) – 4:39
2. That Song – 5:04
3. Look What I Found – 4:57
4. Blown Wide Open – 5:55
5. How Would You Know – 4:36
6. Oh My – 3:25
7. Under the Lighthouse – 4:11
8. Fall Through the Cracks – 4:20
9. Waste – 4:00
10. By the Way – 5:10
11. Between You and I – 3:35
12. Prayer – 3:49
13. Overemphasizing – 6:43

## Formazione
- Ian Thornley — voce, chitarra, tastiera, batteria (in By the Way)
- Brian Doherty — chitarra
- David Henning — basso
- Forrest Williams — batteria